# Jon Laukvik
Jon Laukvik (* 16. prosince 1952 v Oslu) je norský varhaník.
V Oslu se učil chrámové hudbě, hře na varhany a klavír. Studia dovršil u Marie-Claire Alainové v Paříži. V roce 1980 byl jmenován profesorem Hochschule für Musik und Darstellende Kunst ve Stuttgartu, v roce 2001 v Oslu a od roku 2003 je hostujícím profesorem Royal Academy of Music v Londýně.